# Almost Like Being in Love
Almost Like Being In Love ist ein Popsong, der 1947 für das Musical Brigadoon verfasst wurde. Die Musik schrieb Frederick Loewe, den Text Alan Jay Lerner. Die Melodie hat 32 Takte und die Liedform AABA; das Lied wird in mäßigem Tempo vorgetragen. Der Song entwickelte sich zu einem Standard im Repertoire des Modern Jazz.  

## Cover-Versionen
Der Titel wurde durch Interpretationen u. a. von Chet Baker, Benny Carter, Chris Connor, Red Garland, Jon Hendricks, Jutta Hipp, Etta Jones, Lee Konitz/Gerry Mulligan, Charlie Parker, Bud Powell, Sonny Rollins, Martial Solal, Joe Venuti, Ben Webster und Lester Young zu einem Klassiker.